# مایا بارکی
مایا بارکی (عبری: מיה ברקי‎؛ زادهٔ ۲۲ سپتامبر ۱۹۸۵) بازیکن فوتبال اهل اسرائیل است.
وی همچنین در تیم ملی فوتبال زنان اسرائیل بازی کرده‌است.